# Болотница (река, впадает в Глубокое озеро)
Болотница (бывшая Хотайоки) — река в России, протекает по Выборгскому району Ленинградской области. Впадает в озеро Глубокое. Длина реки составляет 14 км.

## География
Река начинается в болоте юго-западнее станции Вещево и течёт в общем направлении на юго-восток. Впадает в Глубокое озеро около посёлка Стрельцово. Это единственный населённый пункт на реке.

## Данные водного реестра
По данным государственного водного реестра России относится к Балтийскому бассейновому округу, водохозяйственный участок реки — Водные объекты бассейна оз. Ладожское без рр. Волхов, Свирь и Сясь, речной подбассейн реки — Нева и реки бассейна Ладожского озера (без подбассейна Свирь и Волхов, российская часть бассейнов). Относится к речному бассейну реки Нева (включая бассейны рек Онежского и Ладожского озера).
Код объекта в государственном водном реестре — 01040300212102000009676.